# Breitenbach (Tegernsee)
Der Breitenbach ist ein oberbayrischer Gebirgsbach, der in den Tegernsee mündet. Der Bach verläuft während seines gesamten Verlaufes auf dem Gemeindegebiet der Gemeinde Bad Wiessee. Die Quellen des Breitenbaches liegen am Breitenberg unterhalb des Huders auf ca. 1200 Metern ü. N.N. 
Während seiner kompletten Länge verläuft neben dem Breitenbach eine Forststraße. Im unteren Bereich ist der Breitenbach wie alle größeren Bäche rund um den Tegernsee zum Hochwasserschutz verbaut. Auf 830 m ü. N.N. liegt die Finneralm direkt neben dem Bach.